# Suore francescane di Mill Hill
Le Suore Francescane di Mill Hill (in inglese Franciscan Sisters of Mill Hill) sono un istituto religioso femminile di diritto pontificio: le suore di questa congregazione pospongono al loro nome la sigla O.S.F.

## Storia
Le origini della congregazione risalgono a una comunità di donne anglicane che, sotto la guida di Maria Elisa Basil (1833-1886), si dedicava all'assistenza morale e materiale alla popolazione di Hackney, uno dei sobborghi di Londra.
Il 12 luglio 1868 il vescovo Herbert Vaughan accolse le donne in seno alla Chiesa cattolica e la comunità fu aggregata all'Ordine dei Frati Minori Osservanti: compiuto il noviziato tra le francescane della congregazione di Calais, il 12 agosto 1870 le religiose emisero i primi voti.
Stabilita la loro casa-madre a Mill Hill, le suore abbandonarono il titolo originale di Francescane delle Cinque Piaghe ed estesero il loro apostolato all'insegnamento.
Nel 1881 fu aperta una missione negli Stati Uniti d'America, per l'assistenza alla popolazione di colore, e nel 1902 fu fondata una missione in Uganda, da cui ebbe origine la congregazione delle Suore Francescane Missionarie per l'Africa.
L'istituto ricevette il pontificio decreto di lode il 10 settembre 1880.

## Attività e diffusione
Le suore si dedicano a ogni opera di carità, soprattutto in favore dei poveri delle grandi metropoli.
Sono presenti nel Regno Unito, in Irlanda e in Italia; la sede generalizia è a Mill Hill, presso Londra.
Alla fine del 2008 la congregazione contava 17 religiose in 7 case.